# ستوکی
ستوکی (به انگلیسی: Sattoke) یک روستا در پاکستان است که در پنجاب واقع شده‌است. ستوکی ۱۹۵ متر بالاتر از سطح دریا واقع شده‌است.